# Heteromirafra
Genre
Heteromirafra est un genre de passereaux de la famille des Alaudidae. Il comprend deux espèces d'alouettes.

## Répartition
Ce genre se trouve à l'état naturel dans les montagnes d'Éthiopie et de l'Est de l'Afrique du Sud.

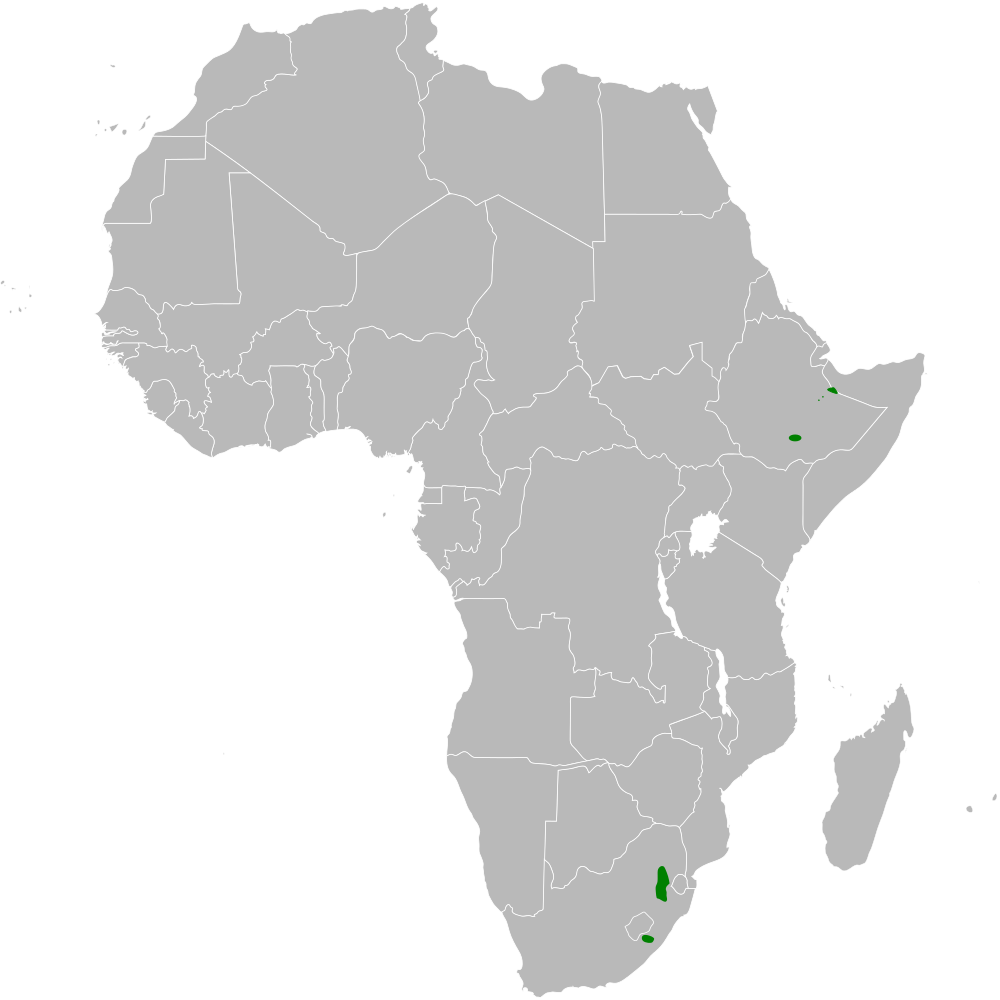
Répartition dHeteromirafra

## Liste des espèces
Selon la classification de référence du Congrès ornithologique international (version 8.2, 2018) (ordre alphabétique) :
- Heteromirafra archeri Clarke, S, 1920 — Alouette d'Archer
- Heteromirafra ruddi (Grant, CHB, 1908) — Alouette de Rudd